# Jarandolita
La jarandolita és un mineral de la classe dels borats. Rep el seu nom de la conca del riu Jarandol (Sèrbia), la localitat tipus per a aquesta espècie.

## Característiques
La jarandolita és un borat de fórmula química Ca[B₃O₄(OH)₃]. Va ser aprovada com a espècie vàlida per l'Associació Mineralògica Internacional l'any 1995. Cristal·litza en el sistema monoclínic. Es troba en forma d'agregats radials, consistents en cristalls tabulars allargats de fins a 1,5 centímetres. La seva duresa a l'escala de Mohs es troba entre 5,5 i 6.
Segons la classificació de Nickel-Strunz, la jarandolita pertany a «06.CB: Ino-triborats» juntament amb els següents minerals: colemanita, hidroboracita i howlita.

## Formació i jaciments
Va ser descoberta als dipòsits de Pobrdzhsky Potok i Peskanya, a Baljevac na Ibru, a la conca del riu Jarandol (Raška, Sèrbia). També ha estat descrita a la pedrera Kohnstein, a Niedersachswerfen (Turíngia, Alemanya). Sol trobar-se associada a altres minerals com: veatchita, ulexita, studenitsita, pentahidroborita, montmoril·lonita, howlita i colemanita.